# Niccolò Francesco Missanelli
Niccolò Francesco Missanelli (falecido em 1577) foi um prelado católico romano que serviu como bispo de Policastro (1543–1577).

## Biografia
No dia 7 de junho de 1543, Niccolò Francesco Missanelli foi nomeado pelo Papa Paulo III como Bispo de Policastro. Em 1545, foi consagrado bispo. Missanelli serviu como Bispo de Policastro até à sua morte em 1577.